# Дударків

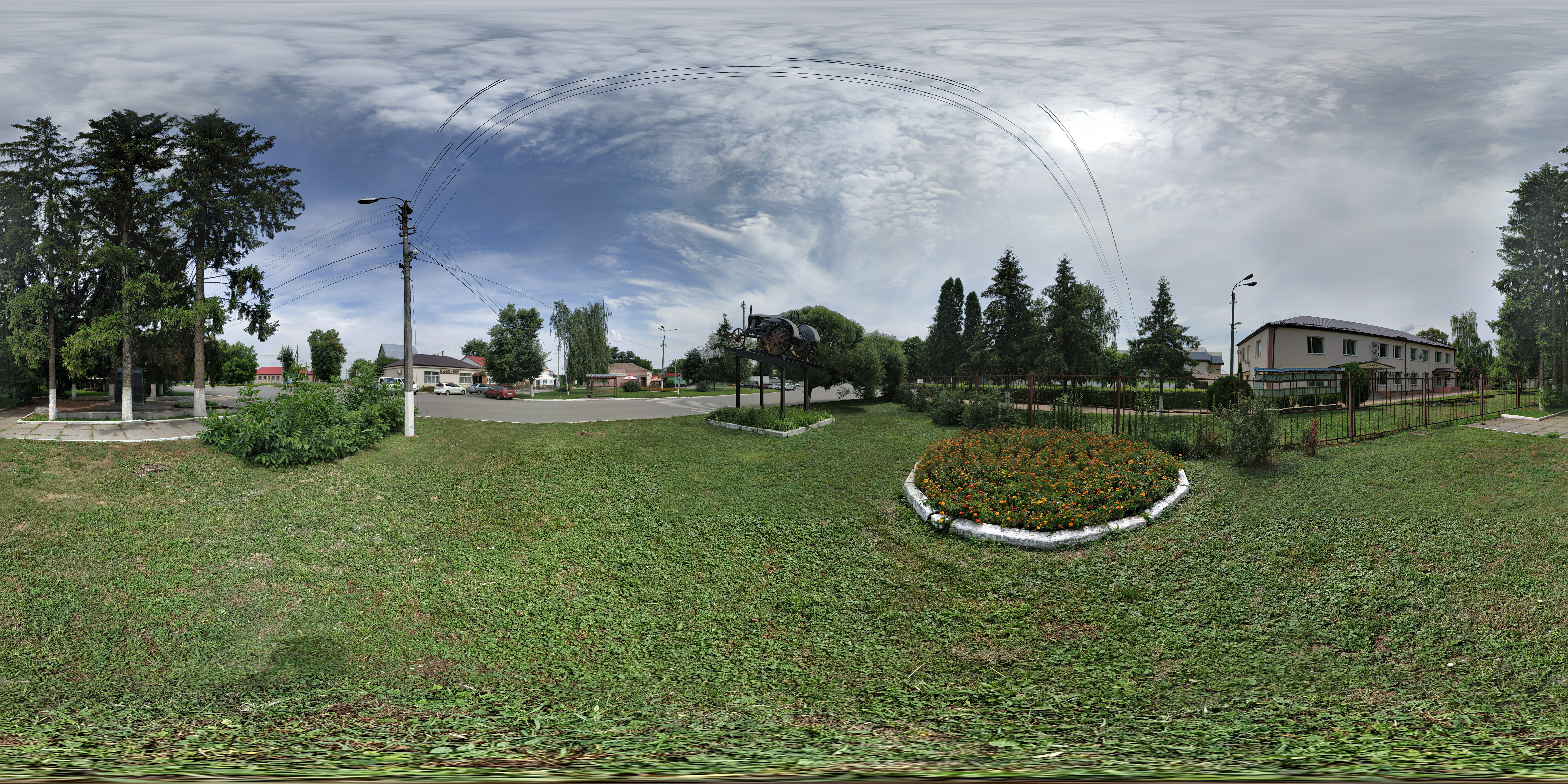

Дýдарків — село в Україні, у Бориспільському районі Київської області. Входить до складу Пристоличної сільської громади. Населення — близько 2.5 тис. жителів. Кількість дворів — близько 1000.

## Географія
Розташоване на лівому березі Дніпра в межах Придніпровської низовини в зоні лісостепу. Відстань від головпоштампту Києва — 30 км.

## Історія

### Виникнення

Орнаментована сокира

За народними переказами, назва села походить від прізвища першого поселенця — музики на прізвисько Дударик (або Дударко). Від цього імені село успадкувало назву.
Підтвердженням давнього виникнення поселень на території села, але не села сучасного, є археологічна знахідка — рогова орнаментована ритуальна сокира-молот доби пізньої бронзи (належить до пам'яток Тшинецької культури).
Іншими знахідками є кам'яні знаряддя праці та козацькі люльки. Знахідки зберігаються в музеї археології Києва.
На території села виявлено залишки кісток мамонтів.

### Нова історія
Дата заснування невідома. Як пише М. Александрович у книжці «Остерский уезд», село Дударків засновано на початку XVII ст., кому воно належало — невідомо, найімовірніше — Вишневецькому. В історичних документах вперше згадується в 1615 році. За іншими відомостями, село засновано Даниловичами. За книгою київського Трибуналу за 1633 рік: «Владельцы Борисполя Даниловичи основывают Требуховку й Дударков между Броварами и Борисполем на селищах Иваничи и Вольничи». 
За гетьманування І. Брюховецького з волі самого гетьмана село було передано у власність Київського Печерського Троїцького монастиря.
За Гетьманщини село Дударків, як військово-адміністративна одиниця, підпорядковувалося Бориспільському сотні Київського полку.
За описом Київського намісництва 1781 року в Дударкові було 148 хат виборних козаків, посполитих, різночинських і козачих підсусідків. За описом 1787 року в селі проживало 569 «казених людей».
З ХІХ ст. було у складі Гоголівської волості Остерського повіту Чернігівської губернії. Є на мапі 1816 року.
Основним заняттям жителів було землеробство, займалися дударківці також чумацьким промислом. 1761 року в Дударкові збудовано церкву, 1872 — школу. За даними на 1859 рік, село значилося як казенне, у ньому — 287 дворів, 1469 жителів.

### Доба УНР та часи УРСР
Сучасна історія села Дударкова почалася з великих перетворень в усьому укладі життя. 1920 року тут було створено комітет незаможних селян. У 1923-1925 рр село входило до Гоголівського району Київського округу і мало 3708 жителів (на 1923 рік). За переписом 1926 року, Дударківська сільрада входила до складу Броварського району. Село Дударків мало тоді 3780 жителів, а разом з хуторами Горобіївкою, Займищем, Лустовщиною, Личовим населення становило 3924 особи. 1927 року у селі створено товариство спільного обробітку землі (ТСОЗ), 1929 року на його базі виник колгосп "Надія" (згодом — Червоний Плугатар, ім. Шевченка, "8 Березня", ім. газети "Пролетарська Правда").
Під час Голодомору 1932—1933 рр. загинуло майже 15 % жителів села. Старожили пригадали прізвища 141 померлого голодною смертю односельця. Рятував дітей директор місцевої школи Василь Івчук (1904—1938), який таємно від комуністичної влади влаштував школярів на місцевий м'ясокомбінат і під загрозою арешту зберіг їм життя.
У повоєнний час і до набуття незалежності діяльність здійснював  радгосп «Дударківський», який мав 4665 га землі, в т. ч. 3535 га орної. Господарство спеціалізовувалося на виробництві молока і вирощуванні овочів.

### Друга світова війна

Монумент загиблим у Другій Світовій війні

З вересня 1941 року село понад два роки було окуповано німцями. За цей період вивезено в Німеччину 228 осіб, спалено 128 хат, проте відновлено церкву і знижено податки. 28 вересня 1943 року Дударків відвойований від німецької окупації старими окупантами - Червоною Армією (163-ю дивізією під командуванням підполковника Карлова). 408 уродженців села Дударкова загинули за час війни.

### Сучасність
Наприкінці XX ст. у селі — підсобне господарство «Дударків», взуттєва фабрика акціонерного товариства «Дніпро», середня школа, дитячий садок, клуб, бібліотека, медпункт. Близько 1000 дворів, близько 2600 жителів.

## Культура, дозвілля і духовність

### Заклади культури і дозвілля
Будинок культури розташований у центрі села поряд із школою — директор Прокопенко Валентина Миколаївна
У школі працює історичний музей

### Спорт
Місцевий футбольний клуб «Дударків» бере участь в Вищій Лізі Бориспільського району

## Архітектура

### Пам'ятники
У центрі села на постаменті встановлено трактор «Універсал 2». Біля школи встановлено погруддя Прудкого - Героя Радянського Союзу, уроженця села. Навпроти школи пам'ятник загиблим у Другій Світовій Війні.

#### Цвинтарі
В селі два цвинтаря.

### Храми
До другої світової війни в селі була Вознесенська церква. Знищена під час війни.
Сьогодні працює церква УПЦ Московського патріархату (Свято-Вознесенська, отець Нестор) (вул. Короленка, 8), будується ще одна церква.

## Хронологія
1615—1633 р — перші писемні згадки про село.
1762 — у центрі села звели першу школу.
1852—1853 — у селі від чуми помирає значна кількість людей.
1859 — кількість дворів 287, населення 1469 осіб
1898—1899 — у селі від чуми помирає значна кількість людей.
1900ті рр. — кількість дворів сягає 500.
1903 — зведено другу школу.
1933 — заснована пошта.

### Чисельність жителів
| Рік  | Дворів | Жителів |
| ---- | ------ | ------- |
| 1730 | 72     |         |
| 1859 | 287    | 1469    |
| 1892 | 517    | 2870    |
| 1901 | 500?   | 3022    |
| 1923 | 877    | 3708    |
| 1926 | 881    | 3788    |
| 1970 |        | 3081    |
| 1989 |        | 2450    |
| 2001 |        | 2335    |
| 2008 | 1000   | 2500    |

## Особистості
- Івчук Василь Якович (1902—1938) — директор школи у 1932—1938 роках. Під час Голодомору 1932—1933 років врятував життя багатьох школярів цього навчального закладу. 17 травня 1938 був заарештований та 28 вересня того ж року засуджений до страти, яка відбулася 2 жовтня. У 2007 році йому було присвоєно звання «Герой України».

В селі Дударків народилися:
- Бухал Іван Васильович (* 1939) — український господарник, голова виконкому Хмельницької міської ради народних депутатів (1980—1990), почесний громадянин Хмельницького.
- Каленченко Ганна Іванівна (1924—1994) — живописець, майстриня художньої вишивки.
- Приходько Іван Васильович (* 1939) — майстер декоративного розпису, народної іграшки та скульптури — заслужений майстер народної творчості України, лауреат державних премій ім. Павла Чубинського, Катерини Білокур, Петра Верни. Член Національної спілки майстрів народного мистецтва України.
- Прудкий Микола Петрович (1922—1943) — Герой Радянського Союзу.

## Транспорт
Поруч з селом проходить Т 1026 а також автошлях регіонального значення Р03.2
Від станції метро «Лісова» ходить маршрутне таксі № 359 [Архівовано 7 січня 2017 у Wayback Machine.] . Його обслуговують автобуси Богдан А092, перевізник ТОВ ТК «Союз-Авто»
Вартість проїзду становить 21 гривню до Дударкова і 22 гривні до Займища. Від станції метро «Харківська» ходить маршрутне таксі № 330-К [Архівовано 16 листопада 2016 у Wayback Machine.]. Вартість проїзду — 25 гривень до Дударкова і 26 гривень до Займища.
Також їздить автобус номер 13 до Борисполя, обслуговує маршрут ТОВ «Автосервіс»

## Галерея

Клуб
Школа
Нова церква(будується)
Стара церква
Дитячий садок
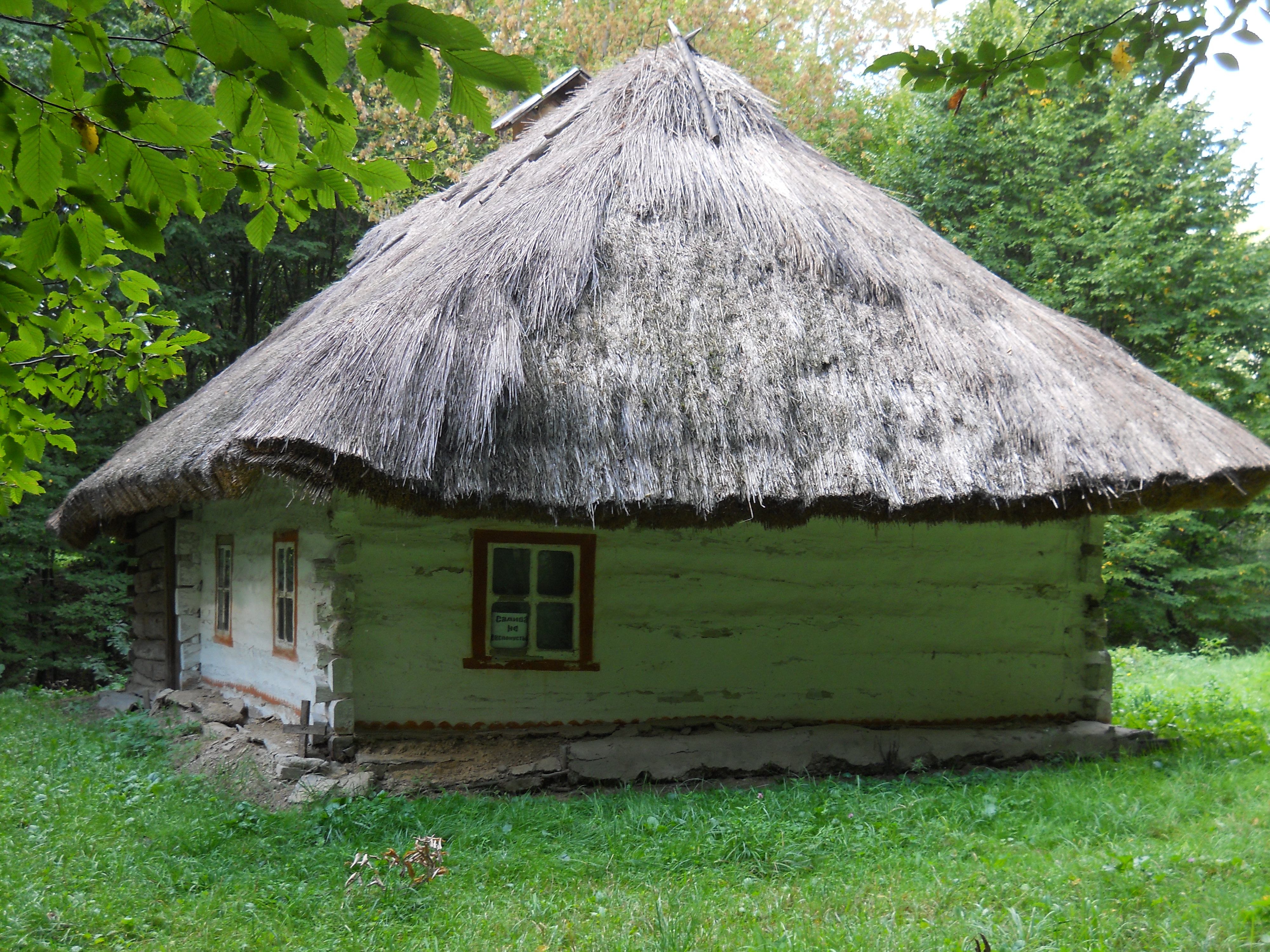
Хата із с. Дударків у музеї в Пирогові

## Джерело
- Сайт села Дударків [Архівовано 7 липня 2013 у Wayback Machine.]
- Облікова картка на сайті ВРУ[недоступне посилання з липня 2019]
- Інформація взята з порталу http://who-is-who.com.ua
- Бориспільщина. Офіц. сайт Бориспільської міської ради
- https://web.archive.org/web/20091227114807/http://vytoky.nm.ru/ Іван Іванович Заєць. Витоки духовної культури українського народу. Вінниця 2006. Розділ III. Бронзова доба в Україні

| Україна | Це незавершена стаття з географії України. Ви можете допомогти проєкту, виправивши або дописавши її. |